# Big Sean
Big Sean, de son vrai nom Sean Anderson (né le 25 mars 1988 à Santa Monica, en Californie), est un rappeur américain. Big Sean signe sur le label GOOD Music dirigé par Kanye West en 2007, Def Jam Recordings en 2008, et Roc Nation en 2014. Après la publication de plusieurs mixtapes, il publie son premier album, Finally Famous en 2011. Il publie son deuxième album, Hall of Fame, le 27 août 2013. Le troisième album de Big Sean, Dark Sky Paradise, est publié en 2015, et lui fait atteindre la première place du Billboard 200, exploit qu'il accomplit à nouveau en 2017 avec son quatrième album studio, I Decided.

## Biographie

### Enfance et débuts
Sean Michael Leonard Anderson naît le 25 mars 1988 à Santa Monica, en Californie. À l'âge de deux ans, il déménage à Détroit où il est élevé par sa mère et sa grand-mère,. Il est diplômé de la Cass Technical High School. Dans ses chansons, Big Sean parle souvent de « West Side », se référant à l'ouest de la ville de Détroit. Durant ses dernières années à l'école secondaire, Sean se forge une précieuse relation avec WHTD, une radio hip-hop de Détroit, désireux de montrer ses compétences de rappeur lors des battles organisées hebdomadairement par la station.
Voulant vivre ses rêves de gloire, Sean se résout à abandonner ses fonctions dans le télémarketing. Il décide, sous l’impulsion de son meilleur ami Pat Piff, de se rendre à la station de radio locale Hot 102.7 où il fait la rencontre de Kanye West. Big Sean approche Kanye West qui s'apprêtait à partir dans l'intention de lui interpréter quelques freestyle. Il se fait, dans un premier temps, refouler par le chanteur qui ne lui accorde que « 16 mesures », mais il réussit néanmoins à le séduire suffisamment pour le faire rester 10 minutes de plus. Il lui remet ses compilations sur cassette en l'invitant à le recontacter. Kanye West le recontacte quelque temps après pour lui proposer un projet.

### Mixtapes et GOOD Music (2007-2010)
Le 30 septembre 2007, Big Sean publie sa première mixtape, Finally Famous: The Mixtape. Son single Get'cha Certains, produit par WrighTrax, attire l'attention des médias. Le magazine The Source et le journal Metro Times lui consacrent un article. Un clip de ce single est réalisé par Hype Williams. En 2007, Big Sean signe avec Kanye West chez GOOD Music et en 2008, il rejoint le label Def Jam Recordings. Big Sean réalise avec Mick Boogie sa deuxième mixtape, UKNOWBIGSEAN, qui comprend trente titres et publie le 16 avril 2009. Une troisième mixtape, Finally Famous Vol. 3: BIG., réalisée par Don Cannon et comprenant vingt titres, est publiée le 31 août 2010. Elle fait participer des artistes tels que Bun B, Chip tha Ripper, Curren$y, Tyga, Drake, Mike Posner, Suai, Chuck Inglish, Asher Roth, Dom Kennedy, James Boldy et Chiddy Bang.
En 2010, Big Sean travaille sur son premier album studio. Une « fuite » de sa collaboration avec Drake sur un morceau intitulé Made apparaît sur Internet le 30 avril 2010. Lors d'une interview donnée le lendemain au site TheHipHopUpdate.com, Big Sean exprime sa déception face à cette fuite, d'autant qu'il s'agit d'un morceau inachevé. La sortie de l'album est prévue pour le 14 septembre 2010 mais le 31 août, Big Sean annonce sur son compte Twitter que l'album ne sortirait que dans le courant de l'année 2011.

### Finally Famouset succès (2011-2012)

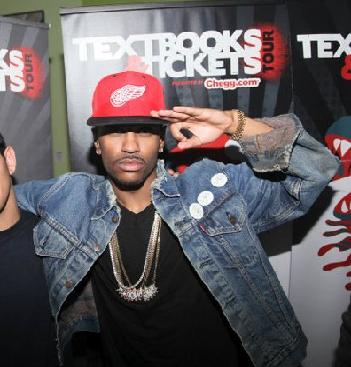
Big Sean en 2011.

Le premier single extrait de son futur album, My Last, fait participer Chris Brown au chant, et No I.D. à la production. Big Sean révèle que la couverture de son premier album chez G.O.O.D. Music explique que le report de date est causée par un problème de droits. La liste des pistes officielle est révélée le 7 juin 2011.
Finally Famous est finalement publié le 28 juin 2011. Produit par Kanye West, Malak, Jeff Bhasker, Mike Posner, No I.D., Les Olympicks, Tricky Stewart, Xaphoon Jones et les Neptunes, il contient des featurings avec des artistes de renommée tels que Chris Brown, Rick Ross, Pharrell Williams, Kanye West, Wiz Khalifa, Chiddy Bang ou encore John Legend,,. À la publication illégales des chansons O.T.T.R. et Flowers sur Internet en juillet 2011, des rumeurs courent sur une éventuelle nouvelle mixtape. Sean confirme lors d'un entretien qu'une mixtape collaborative entre lui et « deux autres gars du hip-hop qui font un tabac en ce moment » sera publiée dans quelques semaines. Des rumeurs disent que Wiz Khalifa et Curren$y devraient y participer.
En septembre 2011, Big Sean confirme lors d'un entretien avec le Daily Tribune travailler sur son deuxième album durant le I Am Finally Famous Tour, et que l'album devrait sortir durant l'été 2012. Le 19 octobre 2011, Kanye West annonce un futur album sur GOOD Music sur sa page Twitter. Le 6 avril 2012, Mercy, le lead single de la compilation Cruel Summer, est publié. La chanson est produite par Lifted, et fait participer Big Sean, Kanye West, Pusha T et 2 Chainz.

### Hall of FameetDark Sky Paradise(depuis 2012)
En 2012, Big Sean collabore avec le chanteur pop, Justin Bieber sur As Long as You Love Me. Ils chantent ce titre en live lors des Teen Choice Awards. Depuis leur collaboration, les deux artistes sont très proches. Selon Scooter Braun, Big Sean aurait offert une bague de plus 30 000 dollars au chanteur canadien. Big Sean collabore aussi avec Chris Brown et Wiz Khalifa sur Till I Die, extrait de l'album de Chris Brown, Fortune. Big Sean collabore également avec le rappeur Lil Wayne sur le single My Homies Still. CyHi The Prynce s'associe avec Big Sean à la réalisation de sa mixtape Ivy League Club. Kanye West convie Big Sean, 2 Chainz, Pusha T et bien d'autres à la réalisation d'une compilation appelée Cruel Summer pour le label GOOD Music. Big Sean est présent sur quatre titres, dont Clique, Mercy, The One et Don't Like. Dans le courant de l'année 2012, Big Sean collabore avec Tyga sur I'm Gone, avec Kevin McCall sur Naked, avec Mac Miller sur Hundred Dollar Bill Skyscraper.
Le deuxième album studio de Big Sean est publié le 27 août 2013, et s'intitule Hall of Fame. L'album atteint la troisième place du Billboard 200, et la dixième place des classements canadiens.
Son troisième album studio, Dark Sky Paradise, est publié le 24 février 2015. Il inclut des featurings tels que Play No Games avec Chris Brown, Blessings accompagné de Drake et Kanye West ou bien Research avec Ariana Grande. L'album atteint la première place du classement Billboard 200.
Il sort son 5e album studio, Detroit 2, en septembre 2020. Il fait suite à sa mixtape Detroit sortie 8 ans plus tôt.

## Vie personnelle
Sean partage plusieurs années de sa vie avec son amie d'enfance, Ashley Marie. À la suite de leur séparation, il lui dédiera la chanson Ashley, présente sur l'album Hall of Fame, évoquant leur rupture en début d'année 2013, notamment de multiples liaisons du chanteur.
Big Sean fut en couple avec l’actrice Naya Rivera entre octobre 2013 et avril 2014. Le couple se fiance 6 mois avant leur rupture. Sean sera la source d'une controverse après avoir dévoilé le morceau I Don't Fuck With You, qui s'en prend à Naya Rivera avec une grande virulence,,. 
D’août 2014 à avril 2015, Big Sean est en couple avec la chanteuse Ariana Grande.
De février 2016 à avril 2019, il est, une première fois, en couple avec la chanteuse Jhene Aiko. Ils produiront ensemble un album collaboratif intitulé Twenty88. Après une brève séparation, le couple officialisera  avoir renoué à nouveau à l'occasion de la saint-valentin 2020. En juillet 2022, le couple annonce attendre leur premier enfant. Leur bébé prénommé Noah Hasani naît le 8 novembre 2022[réf. nécessaire].

## Affaire judiciaire
Le 4 août 2011, Big Sean est arrêté pour agression sexuelle lors d'un concert à Lewiston. Le 26 octobre 2011, Big Sean plaide coupable de séquestration au second degré et est condamné à payer 750 $. Les accusations de sévices sexuels au troisième degré sont abandonnées. L'avocat de Big Sean, Scott Leemon, déclare que son client « […] ne s'est pas livré à quelque type de mauvaise conduite sexuelle que ce soit. »

## Discographie

### Albums studio
- 2011 : Finally Famous
- 2013 : Hall of Fame
- 2015 : Dark Sky Paradise
- 2016 : Twenty88 (avec Jhené Aiko)
- 2017 : I Decided
- 2017 : Double or Nothing (avec Metro Boomin)
- 2020 : Detroit 2
- 2024 : Better Me Than you

### EP
- 2021 : What You Expect (avec Hit-Boy)

### Compilation
- 2012 : Cruel Summer (avec G.O.O.D. Music)

### Singles
- 2009 : Getcha Some
- 2010 : See Me Now (feat. Beyoncé, Kanye West & Charlie Wilson)
- 2010 : What U Doin
- 2011 : My Last (feat. Chris Brown)
- 2011 : Marvin and Chardonnay (feat. Kanye West)
- 2011 : Dance (A$$) Remix (feat. Nicki Minaj)
- 2012 : Mercy (Kanye West, Big Sean & Pusha T feat. 2 Chainz)
- 2012 : Guap
- 2013 : Switch Up (feat. Common)
- 2013 : Control (feat. Kendrick Lamar & Jay Electronica)
- 2013 : Fire
- 2013 : Beware (feat. Lil Wayne & Jhené Aiko)
- 2014 : Ashley (feat. Miguel)
- 2014 : I Don't Fuck With You (feat. E-40)
- 2015 : Paradise
- 2015 : Blessings
- 2015 : Win Some, Lose Some
- 2015 : Dark Sky (Skyscrapers)
- 2015 : One Man Can Change the World (feat. Kanye West & John Legend)
- 2016 : Bounce Back
- 2017 : Moves
- 2017 : Living Single (feat. Chance the Rapper & Jeremih)
- 2017 : Halfway Off the Balcony
- 2017 : Light (feat. Jeremih)
- 2017 : Jump Out the Window
- 2017 : Sacrifices (feat. Migos)
- 2017 : Pull Up N Wreck

## Filmographie
- 2016 : Uncle Buck : Flashback Miles
- 2017 : Animals : Terrence
- 2019 : The Craig Caddell Show : un artiste
- 2019 : Pauvre Toutou ! (Trouble) : Trouble (voix)
- 2020 : Twenties : Tristan, le béguin de Nia